# Transmission Company of Nigeria
La Transmission Company of Nigeria (TCN) est une société de services publics d'électricité appartenant au gouvernement fédéral au Nigeria, créée en 2005 à la suite du démantèlement de la National Electric Power Authority. Son siège social est situé dans le Territoire de la capitale fédérale à Abuja.

## Historique
TCN a émergé de la défunte National Electric Power Authority (NEPA) en tant que produit de la fusion des secteurs de la transmission et des opérations le 1er avril 2004. TCN a été constituée en novembre 2005. Étant l'une des 18 entités commerciales dégroupées sous la Power Holding Company of Nigeria (PHCN), TCN a reçu une licence de distribution le 1er juillet 2006. Il a ensuite été délivré deux licences le 10 juin 2013 pour la distribution d'électricité et l'exploitation du système.[réf. nécessaire]

## Coopération international
Il est membre du système d’échanges d’énergie électrique ouest africain, une agence qui s'est engagée à améliorer le flux d'énergie dans les États membres de la CEDEAO grâce à un financement conjoint entre les pays membres pour une meilleure durabilité des projets énergétiques dans la région. C'est dans la poursuite de cet objectif collectif que le TCN fournit des alimentations en électricité à des pays comme le Niger, le Bénin et le lTogo,,.